# Mansa
Mansa w języku mande znaczy król królów, kojarzone zwłaszcza z dynastią Keita w Imperium Mali, które zdominowało Afrykę Zachodnią w XIII i XIV stuleciu. Władza Mansa obejmowała prawo do wydawania wyroków oraz do zmonopolizowania handlu, zwłaszcza złotem.
Sundiata Keita, legendarny założyciel Imperium był pierwszym, który przyjął ten tytuł. Wśród innych znakomitych mansa znajdują się jego syn Wali Keita i potężny Kankan Musa I, którego pielgrzymka do Mekki pomogła określić nowy kierunek Imperium. Spadkobiercy Imperium Mali są znani głównie dzięki tunezyjskiemu historykowi Ibn Chaldunowi.

## Częściowa lista mansa Imperium Mali
- Sundiata Keita (1240–1255)
- Wali I Keita (1255–1270)
- Ouati Keita (1270–1274)
- Khalifa Keita (1274–1275)
- Abu Bakr (1275–1285)
- Sakura (1285–1300)
- Gao (1300–1305)
- Mohammed ibn Gao (1305–1310)
- Abubakari II (1310–1312)
- Kankan Musa I (1312–1337)
- Maghan (1337–1341)
- Suleyman (1341–1360)
- Kassa (1360)
- Mari Diata II (1360–1374)
- Musa II (1374–1387)
- Magha II (1387–1389)
- Sandaki (1389–1390)
- Mahmud (1390–1404)
- Musa III (ok. 1440)
- Wali II (ok. 1450)
- Mahmud II (ok. 1480)
- Mahmud III (ok. 1540)
- Mahmud IV (ok. 1590)
- Mama Maghan (ok. 1660)